# Fruit Heights (Utah)
Fruit Heights es una ciudad del condado de Davis, estado de Utah, Estados Unidos. Es una de las ciudades suburbio de Farmington y Kaysville. Según el censo de 2000, la población era de 4.701 habitantes. En 2000, Fruit Heights era el 63.er mayor lugar incorporado de Utah, en 2004 bajó hasta la posición 76.

## Geografía
Fruit Heights se encuentra en las coordenadas 41°1′41″N 111°54′38″O / 41.02806, -111.91056.
Según la oficina del censo de Estados Unidos, la ciudad tiene una superficie total de 5,7 km². No tiene superficie cubierta de agua.
- Datos: Q483177
- Multimedia: Fruit Heights, Utah / Q483177

1. ↑  Zip Data Maps, código ZIP n.º 84037.